# 나카무라 게이토
나카무라 게이토(일본어: 中村 敬斗, 2000년 7월 28일 ~ )는 일본의 축구 선수로, 현재 프랑스 리그 1의 클럽인 스타드 드 랭스에서 뛰고 있다. 포지션은 좌측 윙어, 공격수이다.

## 구단 경력
그는 2018년 J1리그의 감바 오사카에 입단했다. 2019년부터 2021년까지 FC 트벤터, 신트트라위던 VV, FC 주니오르 OÖ에서 뛰었다. 2021년 LASK로 이적했다. 2023년까지 53경기에 출전하여, 20득점을 넣었다. 2023년 스타드 드 랭스로 이적했다.

## 국가대표팀 경력
그는 2017년 FIFA U-17 월드컵에 참가할 일본 U-17 국가대표팀에 발탁되었으며, 4경기에 출전, 4득점을 넣었다.
2019년 FIFA U-20 월드컵에 참가할 일본 U-20 국가대표팀에도 발탁되었으며, 4경기에 출전했다.
2023년 3월 24일 우루과이과의 경기에서 일본 국가대표팀에 데뷔했다. 2023년 AFC 아시안컵에도 출전했다.

## 통계
| 일본 | 일본 | 일본 |
| 연도 | 출전 | 득점 |
| ---- | ---- | ---- |
| 2023 | 4    | 4    |
| 2024 | 10   | 4    |
| 통산 | 14   | 8    |